# Soldi/Resisti
Soldi/Resisti è un singolo di Renato Zero pubblicato nel 1982 da Zerolandia in formato 7", estratto dall'album Via Tagliamento 1965/1970 del 1982.

## Il disco
Soldi fu scritta da Renato Zero insieme a Caviri. La canzone fu la sigla di coda dell'edizione 1982-1983 del programma abbinato ala Lotteria Italia, "Fantastico", condotto da Corrado, Raffaella Carrà, Gigi Sabani e lo stesso Renato Zero.

## Tracce
1. Soldi (Renato Zero – Caviri e Renato Zero) - 4 min 4 s
2. Resisti  (Renato Zero - Roberto Conrado e Renato Zero)[1]  - 4 min 54 s.